# Palicourea laxa
Palicourea laxa är en måreväxtart som beskrevs av Schult.. Palicourea laxa ingår i släktet Palicourea och familjen måreväxter.
Artens utbredningsområde är Peru. Inga underarter finns listade i Catalogue of Life.